# 篠田王子

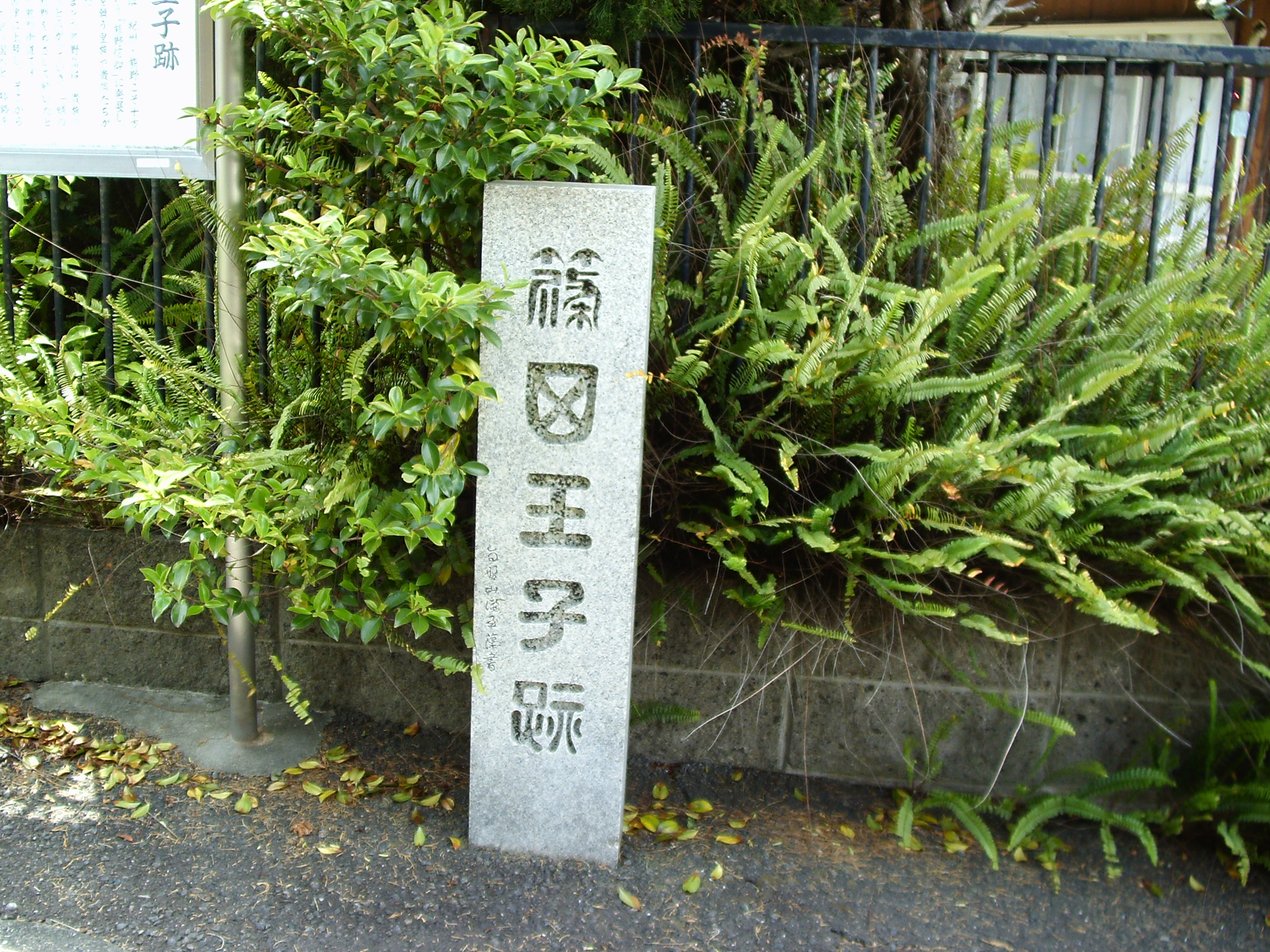
篠田王子跡

篠田王子（しのだおうじ）は、九十九王子の9番目の神社である。現存していない。
大阪府和泉市王子町3に鎮座する聖神社の鳥居が熊野街道沿いにあり、その鳥居から少し南下した住宅に囲まれたところに跡地の石碑がたっている。
- 石碑の最寄　西日本旅客鉄道阪和線北信太駅